# Meridiano 31 E
O meridiano 31 E é um meridiano que, partindo do Polo Norte, atravessa o Oceano Ártico, Europa, Anatólia, África, Oceano Índico, Oceano Antártico, Antártida e chega ao Polo Sul. Forma um círculo máximo com o Meridiano 149 W.
Começando pelo Polo Norte, o meridiano 31º Este tem os seguintes cruzamentos:
| País, território ou mar        | Notas |
| ------------------------------ | --- |
| Oceano Ártico                  | Passa a oeste de Kvitøya, Svalbard, Noruega · Passa a leste das ilhas de Kong Karls Land, Svalbard, Noruega |
| Noruega                        | Península de Varanger - parte mais oriental do país                                                         |
| Varangerfjord                  | |
| Rússia                         | |
| Finlândia                      | |
| Rússia                         | Passa no Lago Ladoga                                                                                        |
| Bielorrússia                   | Cerca de 3 km                                                                                               |
| Rússia                         | Cerca de 4 km                                                                                               |
| Bielorrússia                   | Cerca de 7 km                                                                                               |
| Rússia                         | |
| Bielorrússia                   | Cerca de 3 km                                                                                               |
| Rússia                         | Cerca de 2 km                                                                                               |
| Bielorrússia                   | |
| Ucrânia                        | |
| Mar Negro                      | |
| Turquia                        | |
| Mar Mediterrâneo               | |
| Egito                          | Passa a oeste do Cairo                                                                                      |
| Sudão                          | |
| Sudão do Sul                   | |
| Uganda                         | |
| República Democrática do Congo | |
| Lago Alberto                   | |
| Uganda                         | |
| Tanzânia                       | |
| Lago Tanganica                 | |
| Zâmbia                         | |
| Moçambique                     | |
| Zimbabwe                       | Passa a oeste de Harare                                                                                     |
| África do Sul                  | |
| Essuatíni                      | |
| África do Sul                  | Passa em Durban                                                                                             |
| Oceano Índico                  | |
| Oceano Antártico               | |
| Antártida                      | Terra da Rainha Maud, reclamada pela Noruega                                                                |